# 1940-1949

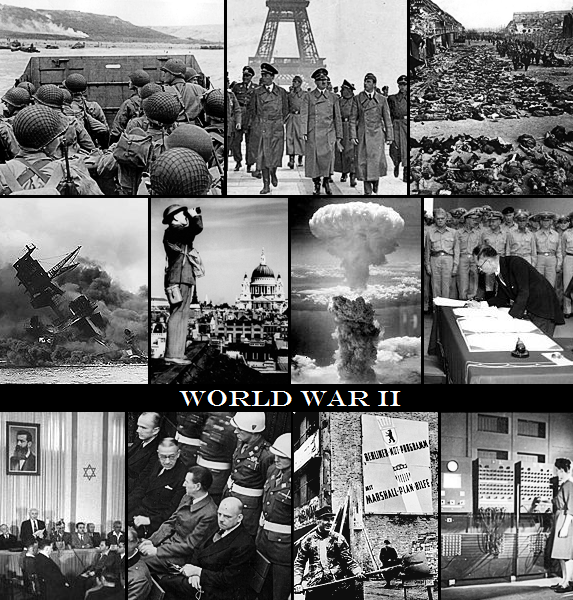
Montage jaren 40

De jaren 1940-1949 (van de christelijke jaartelling) zijn het vijfde decennium in de 20e eeuw.

## Meerjarige gebeurtenissen
Tweede Wereldoorlog

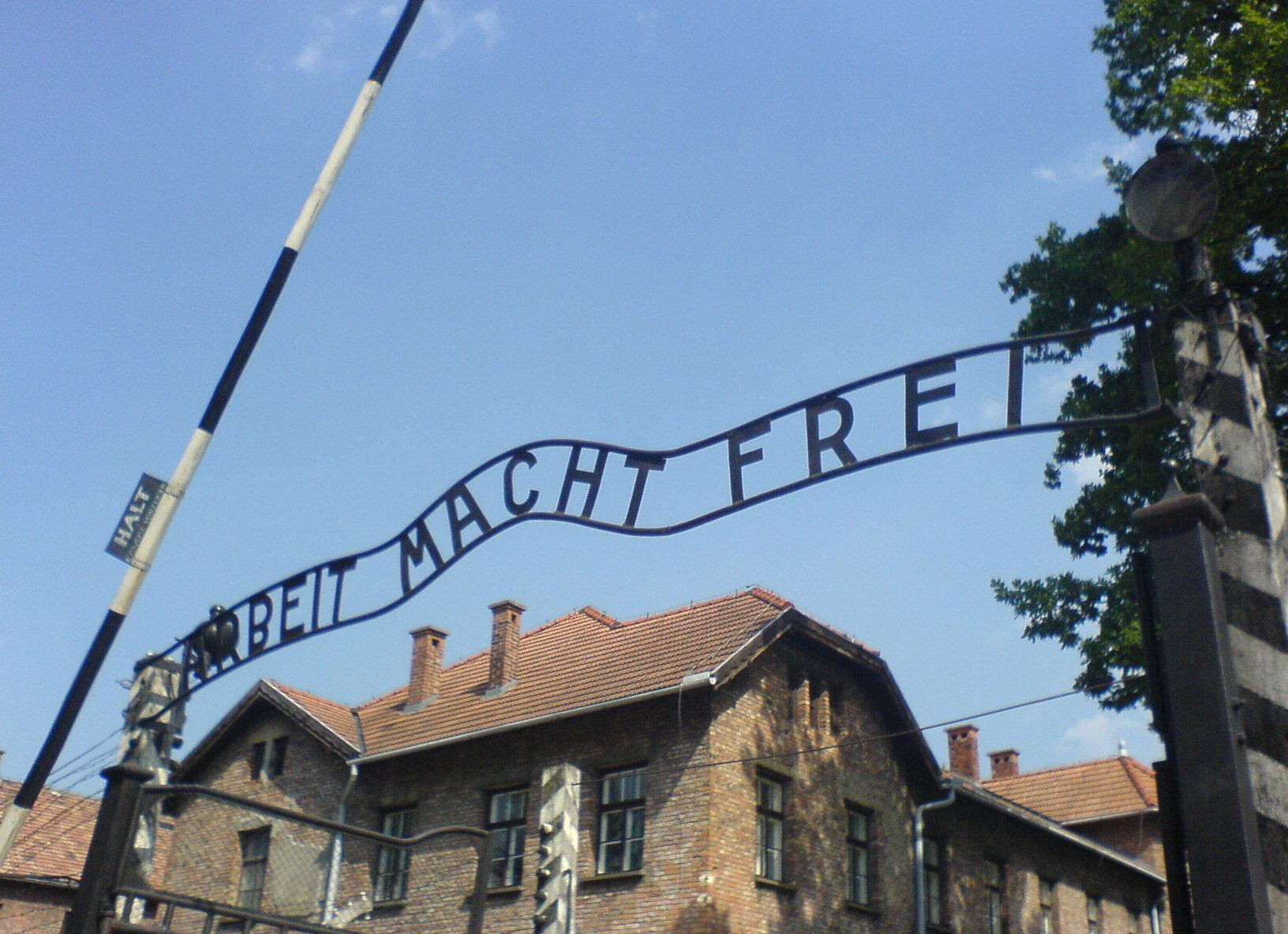
Toegangspoort van Auschwitz.

- Adolf Hitler probeert Europa geheel in zijn macht te krijgen en, met de nieuwe methode van de Blitzkrieg, de nodige zogenaamde Lebensraum te veroveren. Allereerst, in de herfst van 1939 wordt, in samenwerking met Stalin, Polen opgedeeld tussen de Sovjet-Unie en nazi-Duitsland. Vervolgens wordt in het voorjaar van 1940 West-Europa snel door de Wehrmacht onder de voet gelopen. Spanje blijft neutraal, maar het Verenigd Koninkrijk weigert om het verzet tegen de Duitsers te staken, en wordt hierin onofficieel gesteund door de Verenigde Staten. Hitler wil ook Groot-Brittannië binnenvallen, maar in de loop van de zomer blijken de Britse luchtmacht en marine nog steeds superieur, vergeleken met die van de Duitsers. Hitler stelt de invasie steeds uit en blaast deze uiteindelijk af.
- Hitler besluit in 1941 zijn eigenlijke ideologische en geostrategische rivaal, de Sovjet-Unie, aan te vallen, met het doel deze te vernietigen en in te lijven als een Duitse kolonie (operatie Barbarossa). In de hele Sovjet-Unie wil Hitler de communistische elite laten uitmoorden en vervangen door Duitse kolonisten, en zo een voedselsurplus scheppen voor Duitsland. Doordat de Duitsers vlak voor Moskou worden gestopt, kan het plan slechts ten dele worden uitgevoerd. Een groot deel van de bevolking van de steden Leningrad en Charkov sterft door een langdurige Duitse belegering de hongerdood. Door een tekort aan mankracht, en  guerrilla door de partizanen, lukt het de Duitsers niet het platteland te beheersen. Voedselinvoer vanuit Duitsland naar de Sovjet-Unie moet het Duitse leger van proviand voorzien, in plaats van andersom.
- De kolonisatie door Germaanse (ook Nederlandse en Vlaamse) boeren blijft beperkt tot een aantal mislukte projecten in westelijk Oekraïne en oostelijk Polen (Zamosc). Vanaf 1942-1943 begint de 'Lebensraum' weer te slinken door het tegenoffensief dat de Sovjet-Unie ontketent.
- Van 1941 tot 1945 vindt de Holocaust plaats. Tussen de vijf en zes miljoen Europese Joden uit Duitsland en de bezette landen worden vermoord. Het grootste deel wordt omgebracht in vernietigingskampen, of  doodgeschoten door zogenaamde  'Einsatzgruppen'. De Porajmos (zigeunervervolging) heeft hetzelfde doel en gebruikt dezelfde middelen, maar wordt nauwelijks geregistreerd. De vervolging van homoseksuelen, krijgsgevangenen en politieke tegenstanders wordt minder systematisch aangepakt. Geestelijk gehandicapten worden om het leven gebracht (Aktion T4).
- In Suriname wordt de dienstplicht ingevoerd. Terwijl de Surinaamse Schutterij de grenzen bewaakt, wordt er een Amerikaanse legermacht gestationeerd ter bescherming van de bauxiet-voorraden en de bezittingen van de Alcoa. De bevolking zamelt geld in voor de geallieerde oorlogvoering.

Militair
- Een van de grootste militaire innovaties van de Tweede Wereldoorlog vormt de inzet van luchtlandingstroepen. Deze bestaan uit lichtbewapende infanterie, en worden naar hun operatiegebied verplaatst met transport- of zweefvliegtuigen, of gedropt per parachute (paratroepen).
- De nazi's en de geallieerden zijn met elkaar in een wapenwedloop verwikkeld, waarbij beide partijen hun wapensystemen steeds verbeteren.  De Duitsers zijn inventief op het gebied van de luchtvaart, met de productie van de eerste bruikbare straaljagers en raketten, in de vorm van de V1 en de V2, en met innovaties aan hun onderzeeboten en tanks. De geallieerden lopen achter, maar compenseren dit door een veel grotere oorlogsproductie dan de Duitsers kunnen realiseren. Gebieden waarop de geallieerden voorlopen zijn de radar, de eerste bruikbare computers en de portofoon, die soldaten in het veld in staat stelt met elkaar te communiceren.
- Het Amerikaanse Manhattanproject levert een kernwapen op, dat in augustus 1945 wordt ingezet om de Japanners sneller tot overgave te dwingen. Hiroshima en Nagasaki vormen het toneel van inzet. In 1949 doet ook de Sovjet-Unie een atoomproef.
- Napalm wordt voor het eerst op grote schaal ingezet door het Amerikaanse leger. In 1945 worden vele Japanse steden, waaronder Tokio, met napalm gebombardeerd.
- De US Navy richt in 1942 een vrouwencorps op: de WAVES. In 1946 wordt het corps ook opengesteld voor zwarte vrouwen. In het bevrijde zuiden van Nederland richt Francien de Zeeuw een petitie aan de regering in Londen met hetzelfde doel. Dit leidt tot de vorming nog in 1944 van de MARVA.

Bezetting
- België wordt onder "Militärverwaltung", militair bestuur, geplaatst. Nederland   krijgt "Zivilverwaltung", burgerlijk bestuur.
- In de door Duitsland bezette landen vindt in meer of mindere mate collaboratie plaats. De Noorse regering-Quisling is een naamgevend voorbeeld. In Frankrijk werkt de regering van Vichy steeds meer mee met de Duitse bezetter. In België denken de vooroorlogse partijen Rex en Vlaams Nationaal Verbond hun kans te krijgen, maar pas eind 1944 worden de gevluchte collaborateurs Jef van de Wiele en Léon Degrelle erkend als leiders van Vlaanderen en Wallonië. In Nederland probeert de NSB tevergeefs aan de macht te komen. Anton Mussert wordt nog rechts ingehaald door Meinoud Rost van Tonningen, die Nederland wil zien opgaan in het Derde Rijk.
- Anderen proberen de collaborateurs de wind uit de zeilen te nemen door een positie te zoeken tussen de bezetter en de bevolking. Maurice Lippens met zijn Centrum voor de Hervorming van de Staat in België, en het driemanschap van de Nederlandse Unie willen een soort autoritaire eenheidsregering, maar worden door de Duitsers niet serieus genomen.
- Al snel na de Duitse inval wordt in Nederland de distributie ingevoerd. Koloniale waren kunnen niet meer worden aangevoerd en worden vervangen door surrogaten.
- De Duitse autoriteiten en de Nederlandse topambtenaren treffen enkele populaire maatregelen: de invoering van kinderbijslag en huurbescherming, uitbreiding van het stelsel van ziekenfondsen en afschaffing van de rijwielbelasting.
- Tussen mei 1940 en oktober 1944 verdrievoudigt de totale geldhoeveelheid in België. Tegenover dit geld staan echter niet meer goederen: de bezettingseconomie is een schaarste-economie, Behalve het voedseltekort is ook het brandstofgebrek nijpend en quasi-permanent geworden. De gemeente Mol geeft in 1942 toestemming tot de sprietontginning vanwege de aanhoudende kolenschaarste. In de barre oorlogswinter van 1942 steken veel inwoners van het gebied spriet en nemen het in kruiwagens mee naar hun huis. Na de bevrijding wordt de winning geprofessionaliseerd.
- Terwijl België en Zuid-Nederland worden bevrijd, roept de Nederlandse regering in Londen op tot de Algemene spoorwegstaking. De bezetters grendelen dan het westen af van aanvoer van voedsel en kolen. Zo ontstaat de hongerwinter, die duizenden het leven kost.
- Nederlands-Indië is na de Slag in de Javazee bezet door Japan, dat de blanken interneert in jappenkampen. De snelle nederlaag heeft het gezag van de totoks aangetast, en Soekarno gooit het met de bezetters op een akkoordje. Met zijn goedvinden ronselen de Japanners miljoenen dwangarbeiders, de Romusha's, onder meer voor de aanleg van spoorlijnen. minstens honderdduizend komen om door ontberingen en geweld.

Na de wereldbrand
- 1946 - Processen van Neurenberg en van Tokio. De in ballingschap levende Poolse jurist Raphael Lemkin, die in 1944 het begrip genocide had geformuleerd, weet dit opgenomen te krijgen in de strafeisen van de officier van justitie, maar niet in de vonnissen. In 1948 erkent de Algemene Vergadering van de Verenigde Naties genocide als misdrijf tegen de mensheid.
- Andere Amerikaanse tribunalen in Neurenberg, zoals het IG Farbenproces, het Flickproces en het Kruppproces, worden bepaald door de opkomende Koude Oorlog: de Amerikanen hebben de Duitse industrieëlen nodig tegen de Russen, en zo komen deze misdadigers weg met korte gevangenisstraffen.
- Verdrijving van Duitsers na de Tweede Wereldoorlog: honderdduizenden Rijksduitsers en Volksduitsers worden na het einde van de oorlog verjaagd uit Sudetenland, Burgenland, Silezië, Pommeren, Slovenië, Samland en andere gebieden in Oost-Europa. De rol die de Duitse burgers in Dantzig en Sudetenland hadden gespeeld in de aanloop naar de oorlog was daaraan niet vreemd. In Nederland worden mensen van Duitse afkomst in het kader van de operatie Black tulip met hun eventuele Nederlandse gezinsleden samengedreven in Kamp Mariënbosch bij Nijmegen en kamp Avegoor bij Ellecom, om vervolgens te worden uitgezet. In totaal zijn na de oorlog 3691 Rijksduitsers uit Nederland gedeporteerd.
- de geallieerden richten in 1943 de United Nations Relief and Rehabilitation Administration op. de UNRRA houdt zich bezig met de ondersteuning en repatriëring van zogenaamde displaced persons, mensen die zonder papieren door Europa en Azië zwerven. Dit kunnen vluchtelingen zijn, maar ook mensen die in concentratiekampen hebben gezeten. Later ondersteunt ze ook burgers van die landen met levensmiddelen en kleding. Ook wordt zaaigoed uit de VS verdeeld om de landbouw weer op gang te helpen.
- Na de bevrijding is een geldhervorming nodig. In België gebeurt dat in de Operatie Gutt, in Nederland middels het tientje van Lieftinck.
- In het gezagsvacuüm dat ontstaat na de Japanse nederlaag, beleeft Nederlands-Indië de Bersiaptijd.

Bevrijding en wederopbouw

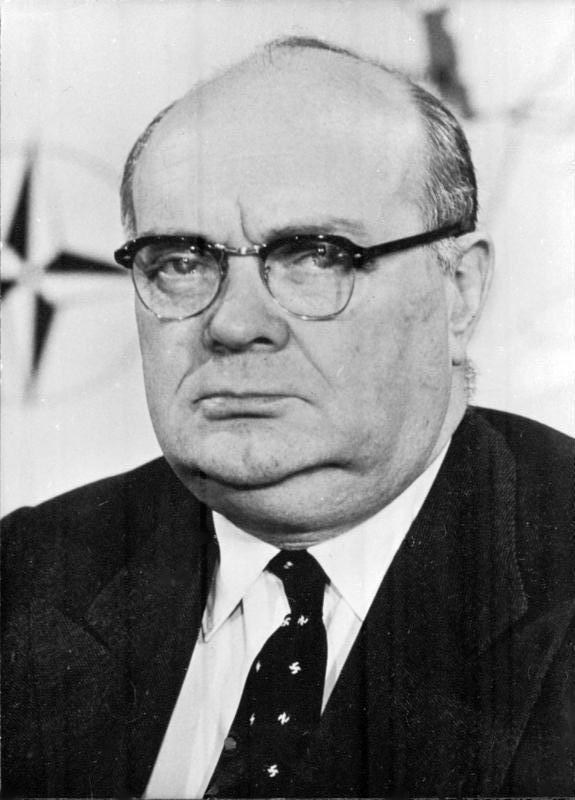
Paul-Henri Spaak op een foto uit 1957. Hij was Belgisch premier van 1938 tot 1939 en lid van de regering-Pierlot in Londen

- België wordt na de bevrijding verscheurd door de Koningskwestie. Koning Leopold III kan niet in functie naar zijn land terugkeren en wordt vervangen door zijn broer prins Karel als regent.
- Een doorbraak in de Nederlandse politiek mislukt en de vooroorlogse zuilen richten zich weer op. Teleurgesteld doet koningin Wilhelmina troonsafstand ten behoeve van haar dochter Juliana.
- De bijzondere rechtspleging, voorbereid in Londen, bestraft oorlogsmisdaden en collaboratie. Daarnaast is er de zuivering van pers, omroep, toneel en literatuur.
- De verwoestingen van de oorlog alsmede het stilvallen van de woningbouw tijdens de bezetting zorgen voor een enorme woningnood. Ruimbehuisden worden met noodmaatregelen gedwongen tot onderverhuur aan daklozen.
- In de bevrijde landen worden vele uitgestelde huwelijken gesloten. Er ontstaat een geboortegolf.
- Nog jaren na de oorlog is er distributie van consumptiegoederen nodig.
- Om te voorzien in een nijpend tekort aan vet hervat Nederland na een eeuw de walvisvaart. Vanaf 1946 vaart de Willem Barendsz jaarlijks uit naar de Zuidelijke Oceaan.
- Bij Schoonebeek in Drenthe wordt aardolie gevonden.
- In Londen tijdens de oorlog was Belgisch politicus Paul-Henri Spaak een van de initiatiefnemers voor meer samenwerking tussen België, Nederland en Luxemburg. De gesprekken hierover begonnen al in Londen en 21 oktober 1943 ondertekenden de drie regeringen in ballingschap een monetaire overeenkomst. Met de ondertekening van dit document werd het fundament voor een na de oorlog te vormen douane-unie gelegd. Dit resulteerde uiteindelijk in de oprichting van de Benelux in 1948.

Internationalisatie

Verdeling van de Marshallhulp over de Europese landen.

- De Verenigde Naties nemen de plaats in van de Volkenbond.
- Tijdens de Conferentie van Bretton Woods worden het Internationaal Monetair Fonds en de Wereldbank opgericht.
- De Verenigde Staten van Amerika pompen grote geldbedragen in de Europese economieën om deze weer op de been te brengen. De OESO houdt toezicht op de besteding ervan. De landen in de invloedssfeer van de Sovjet-Unie weigeren deze Marshallhulp.
- Oprichting van de Raad van Europa om de mensenrechten te bevorderen.

Europa
- Europa valt definitief terug naar het tweede plan terwijl de Verenigde Staten van Amerika en de Sovjet-Unie de nieuwe wereldmachten worden.
- Het Verenigd Koninkrijk moet in 1947 zijn status van wereldmacht opgeven. In een nota aan de Amerikaanse regering kondigt de regering-Attlee aan dat de Britten zich zullen terugtrekken uit Brits-Indië en Palestina. De Amerikanen wordt gevraagd de Britse verplichtingen jegens Griekenland en Turkije over te nemen, alsmede de historische taak in de Middellandse Zee.
- De  Britse minister Aneurin bevan bouwt de National Health Service op, terwijl Labour grote delen van de kolen- en staalindustrie en de scheepsbouw nationaliseert.
- In Frankrijk wordt de Vierde Republiek gesticht. Met een oppermachtig parlement, maar zonder generaal De Gaulle, die een ceremoniële rol afwijst.
- Duitsland heeft in 1940 de bezette landen onder de Midden-Europese Tijd gebracht, waarbij ook Spanje zich aansluit. Na de bevrijding blijft deze situatie gehandhaafd.

Koude Oorlog
- De Irancrisis kan worden gezien als een aankondiging van de Koude Oorlog. De Sovjet-Unie weigert het noorden van Iran na de oorlog te ontruimen, waarop de Amerikanen in 1946 dreigen met geweld. Stalin bindt in.
- De landen in Oost-Europa worden stapsgewijze gelijkgeschakeld in het communistische model. De Joegoslavische premier Tito onttrekt zich hieraan, en tussen hem en Stalin komt het tot een breuk. Nieuwe zuiveringen beginnen, en de partijleiders van Polen Władysław Gomułka en Hongarije Laszlo Rajk worden op beschuldiging van Titoïsme weggezuiverd.
- De Trumandoctrine probeert in 1947 de wereld te mobiliseren tegen een verder oprukken van het communisme.
- 1948: De communistische machtsovername in Tsjecho-Slowakije markeert het begin van de Koude Oorlog.
- 1949: Comecon opgericht als Russisch antwoord op het Marshallplan
- In de Griekse Burgeroorlog staan de partizanen tegenover de Koninklijke troepen. De laatste krijgen krachtige steun van het Verenigd Koninkrijk, terwijl Jozef Stalin zich krachtens de afspraken van Jalta onthoudt van steun aan de communisten.
- De Blokkade van Berlijn door de Russen maakt het instellen van een luchtbrug op de stad noodzakelijk.

Midden-Oosten
- Het Franse mandaatgebied Libanon verklaart zich in 1943 onafhankelijk nu de verbindingen met het moederland zijn verbroken. Syrië, dat in handen is van de Vrije Fransen, volgt het voorbeeld in 1944. De troepen van Charles de Gaulle voeren in 1945 het "bombardement van Damascus" uit, maar kunnen het tij niet keren. In april 1946 erkennen ze het onafhankelijke Syrië.
- Na de gruwelen van de Tweede Wereldoorlog vinden steeds meer Joden dat ze niet meer zonder een eigen staat kunnen. In 1945-1948 trekken naar schatting ongeveer 21.000 Joden in 35 schepen vanuit La Spezia richting Palestina. Het grootste deel van deze immigraties wordt georganiseerd door de Mossad Le'Aliyah Bet, een onderdeel van de Hagana. Veel van de schepen worden door het Britse leger onderschept, waarop de opvarenden naar interneringskampen in Brits Cyprus of Palestina worden gebracht.
- In 1948 zijn de Joden een krappe meerderheid gaan vormen in Palestina. Ten slotte draagt het Verenigd Koninkrijk vertwijfeld het probleem over aan de Verenigde Naties.
- De speciale VN-gezant Folke Bernadotte wordt in Jeruzalem vermoord door een joodse extremist. Een verdelingsplan voor Palestina wordt door de Veiligheidsraad goedgekeurd maar door zowel Joden als Palestijnen verworpen.
- David Ben-Goerion proclameert de republiek Israël, waarna de Arabisch-Israëlische Oorlog van 1948 uitbreekt. De jonge staat weet zich te handhaven en de Arabieren moeten een wapenstilstand aanvaarden. Vele duizenden Palestijnen ontvluchten hun geboortegrond en worden opgevangen in kampen. Tegelijk verlaten de joden massaal hun Arabische geboortelanden om naar Israël te vluchten: immigratiegolf van Joden uit Arabische landen.

Azië
- Terwijl het Britse Rijk in Europa vecht voor zijn bestaan nemen in Brits-Indië de godsdienstige spanningen toe. De (seculiere) Moslimliga onder leiding van Jinnah kondigt in 1940 de "Pakistanresolutie" af, waarin een onafhankelijke staat voor de Indische moslims wordt geëist. In 1941 richt Maududi de Jamaat-e-Islami op als religieus politieke beweging om Islamitische waarden en gebruiken te bevorderen. Deze beweging krijgt toenemende invloed, wat ook aan Hindoezijde tot radicalisering leidt.
- Dit proces leidt tot de deling van Brits-Indië. Onafhankelijkheid van India en Pakistan. Bij de scheiding valt een miljoen doden.
- Na de Japanse nederlaag hervatten de Chinezen hun burgeroorlog. In 1949 wordt de regering van de nationalistische Kwomintang verdreven naar Formosa, waarna de Volksrepubliek China wordt uitgeroepen.
- Frans Indo-China accepteert na de Japanse bezetting het Franse bestuur niet meer. Vooral in Vietnam breekt een hardnekkige oorlog uit.
- Onafhankelijkheidsverklaring van Indonesië. Nederland stuurt troepen om de orde te herstellen, maar onderhandelt ook in Linggadjati. Ten slotte wordt in december 1949 de soevereiniteit overgedragen.

Landbouw en veeteelt
- In Amerika komt in 1942 DDT op de markt als bestrijdingsmiddel van de coloradokever en andere schadelijke insecten. Het onmatige gebruik door de boeren veroorzaakt grote schade aan aarde, planten en dieren.
- In Nederland wordt de melkstandaardisatie doorgevoerd. Het vetpercentage wordt vastgelegd in de Warenwet. Rechtstreekse uitventing door melkboeren wordt onmogelijk. Omdat de route van de melk via de fabriek langer wordt, schrijft de wet voortaan pasteurisatie voor.
- Oprichting in 1945 van de Stichting voor de Landbouw, waarin boeren en andere ondernemers in de agrarische sector samenwerken met de vakbonden van boerenknechten en de overheid. Doel is niet alleen herstel van de oorlogsschade maar ook het voorkomen van een toekomstige landbouwcrisis zoals in de jaren dertig. In 1946 wordt uit protest en verzet tegen overheidsbemoeienis met de landbouw de Vereniging voor Bedrijfsvrijheid in de Landbouw opgericht. Voorzitter is Hendrik Koekoek.
- Geprobeerd wordt de in Amerika ontwikkelde diepvriestechniek in Nederland te introduceren, met name in de luchtvaart en in kazernes. Voor toelevering aan de detailhandel ontbreekt het aan vrieskasten.

Godsdienst
- Vondst in 1945 van de Nag Hammadigeschriften, Bijbelse geschriften uit het vroegste Christendom, en in 1947 en volgende jaren van de Dode Zee-rollen, joodse geschriften uit de pre-Romeinse tijd met gedeelten van de Tenach.
- Bisschop Kerkhofs van Luik geeft toestemming tot de verering van Onze-Lieve-Vrouw van Banneux. In 1948 begint de bouw van een kerk ter plaatse van de verschijningen in 1933.
- In de Gereformeerde Kerken in Nederland vindt een kerkscheuring plaats rond dominee Klaas Schilder, die als hoogleraar te Kampen wordt afgezet. Dit leidt tot stichting van de Gereformeerde Kerken Vrijgemaakt.
- De Franse pater Dominicaan Jacques Loew gaat in 1941 als arbeider werken in de haven van Marseille om de omstandigheden waaronder arbeiders werken en leven te bestuderen. Loews initiatief heeft al spoedig navolging in andere Franse industriesteden, waar het wordt gezien als een middel om het vertrouwen van de arbeidersklasse, die de Kerk massaal de rug heeft toegekeerd, te herwinnen. Zo ontstaat de beweging der priester-arbeiders.

Amerika
- In de Verenigde Staten ontstaat vanaf 1945 een massale trek van zwarte Amerikanen uit de voormalige slavenstaten in het zuiden naar de industriesteden in het noorden.
- Het Mare liberum principe wordt overtreden door de Verenigde Staten als  in 1945 president Truman eenzijdig het beheer van de natuurlijke hulpbronnen het hele continentaal plat laat bestrijken. Andere landen volgen snel. Tussen 1946 en 1950 breiden Argentinië, Chili, Peru en Ecuador hun soevereine rechten uit tot 200 zeemijl

Amusement
- Vanaf 1940 verschijnen grammofoonplaten in speciaal ontworpen platenhoezen, meestal met een foto van de artiest(en). In 1948 verschijnt de langspeelplaat en in 1949 de single.
- Het soldatenliedje Lili Marlene wordt aan beide kanten van het front de grote oorlogshit. De Duitse versie van Lale Andersen wordt in het Duits en Engels gecoverd door Marlene Dietrich. Maar de Russische soldaten hebben hun eigen Katjoesja. Andere typische oorlogshits zijn J'attendrai van Rina Ketty en We will meet again van Vera Lynn.
- Het jodelen wordt populair in België door Bobbejaan Schoepen en in Nederland dankzij Olga Lowina.
- De Amerikaanse populaire muziek is onder de Duitse bezetting streng verboden. Na de bevrijding horen de Europeanen alsnog het orkest van Glenn Miller en de hits van Bing Crosby.
- Jazz wordt na de oorlog in heel Europa populair. Het Frans-Belgische Quintette du Hot Club de France met gitarist Django Reinhardt en violist Stéphane Grappelli pakt de vooroorlogse draad weer op. In 1946 toert het orkest van Don Redman in Europa, in 1947 gevolgd door Sidney Bechet en Louis Armstrong. Ook de bands van Duke Ellington, Lionel Hampton, Count Basie en anderen bezoeken geregeld België en Nederland. Jazz in de vorm van dansmuziek, meestal swing, wordt nu gespeeld in bars, clubs en allerlei zalen door binnenlandse bands.
- De populaire Amerikaanse volksmuziek wordt in België geïntroduceerd door Bobbejaan Schoepen en in Nederland door Eddy Christiani.
- De Franse platenindustrie brengt liedjes voort die zestig jaar later nog als onsterfelijk gelden, zoals "Douce France" en "La mer" van Charles Trenet, Les feuilles mortes van Yves Montand en La vie en rose van Édith Piaf.

Cultuur
- Walt Disney zet zijn stripfiguur Donald Duck in voor oorlogspropaganda. Maar intussen schept zijn voormalige tekenaar Carl Barks Duckstad met haar kleurrijke bewoners.
- superheldenfilms zijn series van korte films, de zogenaamde serial films, welke voornamelijk voor kinderen zijn bedoeld. Klassiekers zijn o.a. Adventures of Captain Marvel (1941), Batman (1943), The Phantom (1943), Captain America (1944) en Superman (1948).
- De Amerikaanse strips zijn net als de Amerikaanse muziek en andere cultuuruitingen taboe in het bezette Europa. Dit maakt de eerste verschijning mogelijk van het stripblad Robbedoes en Kwabbernoot, van de strip Suske en Wiske in België en van de strips Tom Poes en Eric de Noorman in Nederland.
- De Belgische en de Nederlandse regeringen in ballingschap komen te Londen overeen de eenheid van spelling te herstellen. Een aangepaste Spelling-Marchant wordt in 1946 in België en in 1947 in Nederland ingevoerd.

Antillen
- Na de Nederlandse bezetting door de Duitsers wordt de koers van de Antilliaanse gulden gekoppeld aan de Amerikaanse dollar met een wisselkoers van één dollar tegenover 1.85 gulden.

Sport
- De winters zijn lang en streng, zodat viermaal een Elfstedentocht kan worden verreden. Voor het eerst doen er vrouwen mee, maar Wopkje Kooistra,  Sjoerdtsje Faber en Antje Schaap mogen alleen als toerrijders starten.
- Twee zeer verschillende Italianen domineren het wielrennen op de weg: de vrome katholiek Gino Bartali en de libertijnse communist Fausto Coppi. Een goede derde is de Belg Briek Schotte, die in 1948 tweede eindigt achter Bartali. In hetzelfde jaar wint hij de Challenge Desgrange-Colombo, een voorloper van de wereldbeker. Verder wint hij tweemaal de Ronde van Vlaanderen (1942 en 1948) en wordt twee keer wereldkampioen (1948 en 1950).

Mode
- De nylonkous verovert na de introductie in de VS in 1940 snel de markt ten koste van de Japanse zijden kous. Vanaf 1942 stopt de productie vanwege de oorlogsindustrie, maar vanaf september 1945 vliegen de nylons weer uit de Amerikaanse winkels.
- Christian Dior bewerkstelligt een omslag in de vrouwenmode met zijn new look.
- Jonge mannen gaan na de oorlog de montycoat dragen.

Wetenschap en techniek
- De oorlog brengt naast verwoestingen ook een stroomversnelling in de wetenschap en techniek. Zo worden de eerste raketten ontwikkeld en gebruikt: de Duitse V1 en de Russische Katjoesja.
- De eerste computers worden ingezet om de Duitse codes te breken.
- De televisie wordt in de USA ontwikkeld en in gebruik genomen.
- Ferdinand Porsche begint in februari 1940 met de productie van de Volkswagen Kübelwagen, een militaire uitvoering van zijn Kraft durch Freude personenauto. De Amerikaanse bedrijven Willys-Overland en Ford gaan in opdracht van het Amerikaanse leger een terreinwagen bouwen: de jeep. In 1948 brengen Engelsen een verbeterde imitatie op de markt, de LandRover.
- Omdat na de Tweede Wereldoorlog alle Duitse patenten worden vrijgegeven, kunnen Japanse en Russische bedrijven straffeloos kopieën van de Leica fototoestellen  produceren. De eerste in massaproductie vervaardigde Canon-camera's zijn dan ook vrijwel exacte imitaties van de vooroorlogse Leica-meetzoekercamera's. Vanuit Rusland komen de FED- en Kievcamera's, die ook exacte kopieën zijn en soms zelfs de naam Leitz dragen.

Gezondheidszorg
- Charles Richard Drew ontdekt een stof waarmee het stollen van bloed tegengegaan kan worden. Bloedtransfusies hoeven nu niet meer rechtstreeks van mens op mens gedaan te worden. Door het toevoegen van deze stof, en door het koel bewaren van het bloed, kan het bloed nu afgenomen en enige tijd opgeslagen worden. Charles Drew richt de eerste bloedbank op tijdens de Tweede Wereldoorlog in Groot-Brittannië. Al snel volgen bloedbanken bij diverse ziekenhuizen. Het Rode Kruis sticht overal ter wereld bloedbanken, eerst voor de oorlogsgewonden en na de oorlog voor operatiepatiënten en verkeersslachtoffers.
- De uitvinding van penicilline maakt behandeling mogelijk van syfilis en andere besmettelijke ziekten. De productie ervan neemt pas echt toe als de Verenigde Staten betrokken raken bij de Tweede Wereldoorlog. De Amerikaanse regering steekt heel veel geld in de zaak en op D-Day (1944) is er voor elke gewonde soldaat genoeg penicilline beschikbaar. In 1945 krijgen Florey, Chain en Fleming de Nobelprijs voor de Fysiologie of Geneeskunde.
- De pas afgestudeerde biochemicus Albert Schatz isoleert in 1943 streptomycine, het eerste effectieve antibioticum tegen tuberculose. Zijn baas Selman Waksman gaat echter strijken met de eer en het geld.
- Henry Faget, de directeur van de leprozenkolonie in Carville (Louisiana), ontwikkelt de sulfanylamide-therapie waarmee de ziekte lepra kan worden gestopt.
- Aan de Universiteit van Colorado voert de Oostenrijkse psycholoog René Spitz gedurende vier maanden een experiment uit met veertig baby's. De ene helft krijgt alleen verzorging, de tweede verzorging met affectie. In de eerste groep sterft meer dan de helft van de kindjes, in de tweede groep geen enkele baby.
- In het Guatemalteeks syfilisexperiment besmetten Artsen tussen 1946 en 1948 soldaten, prostituees, gevangenen en psychiatrische patiënten met syfilis en andere seksueel overdraagbare aandoeningen, zonder dat de proefpersonen daarvan op de hoogte zijn. Een deel van hen (700) wordt met een antibioticum behandeld, en een ander deel (600) niet. Er vallen ten minste 83 doden.
- Van 1947 tot 1950 woedt in Indonesië een pokkenepidemie. Met name Djakarta wordt getroffen.

<< · 1940 · 1941 · 1942 · 1943 · 1944 · 1945 · 1946 · 1947 · 1948 · 1949 · >>
<< · 1900-1909 · 1910-1919 · 1920-1929 · 1930-1939 · 1940-1949 · 1950-1959 · 1960-1969 · 1970-1979 · 1980-1989 · 1990-1999 · >>